# James Juvenal
James Benner Juvenal (12 de janeiro de 1874 - 1 de setembro de 1942) foi um remador estadunidense.
James Juvenal competiu nos Jogos Olímpicos de 1900 e 1904, na qual conquistou a medalha de ouro no Oito com, em 1900, e prata no skiff simples em 1904.